# Pedilophorus macedonicus
Pedilophorus macedonicus là một loài bọ cánh cứng trong họ Byrrhidae. Loài này được Schubert miêu tả khoa học năm 1969.